# Лесковац (Республика Сербская)
Лесковац (серб. Љесковац / Ljeskovac) — село в общине Биелина Республики Сербской Боснии и Герцеговины. Население составляет 1046 человек по переписи 2013 года.